# Маргарита Илиева
Маргарита Илиева (р. 1976 г.) е българска юристка, адвокат-правозащитник и експерт по антидискриминационно право.

## Кариера
Маргарита Илиева е член от българска страна на Европейската мрежа на независимите експерти по недискриминация при Европейската комисия.
Тя е директор на Правната програма на правозащитната организация Български хелзинкски комитет, учредител на наградата „Човек на годината“, връчвана от организацията, и председателка на журито в периода 2008-2012 г.
Носител е на наградата на Австрийската лига за човешки права за 2010 г.

## Възгледи и юриспруденция

### За реформирането на съдебната система в България
В началото на 2012 г. Съюзът на съдиите в България предлага идеята за разделяне на Висшия съдебен съвет (ВСС) на две камари или колегии, която през 2014 г. набира популярност. Към септември 2014 г. Маргарита Илиева подкрепя идеята и намира нуждата от реформа на съдебната система в България за безспорна. Според възгледите ѝ колкото повече една система се нуждае от реформиране, толкова по-голяма е съпротивата отвътре, от страна на въплъщаващите статуквото, които имат полза от него.
На критиката от страна на главния прокурор Сотир Цацаров спрямо идеята за разделяне на ВСС на квоти, с аргумента, че това в „по-далечен план би било първа стъпка към изваждането на прокуратурата от съдебната власт“, Илиева отговаря, че не се разбира защо разделянето на ВСС на две колегии ще доведе до изваждането на прокуратурата от съдебната система, тъй като „няма никаква връзка между едното и другото и няма рационални доводи да се твърди такава връзка“. Тя обвинява Цацаров, че използва силата на внушението, за да представи предлаганото от неправителствените организации като нещо подривно и опасно.

### Книги
- Илиева, М. (2009). Практика на Върховния административен съд и Административен съд София-град по Закона за защита от дискриминация. София: изд. „Сиби“. ISBN 978-954-730-570-0
- Илиева, М. (2009). Избрани стандарти на антидискриминационното право. София: изд. „Сиби“. ISBN 978-954-730-583-0
- Илиева, М. (2009). Практика на гражданските съдилища по Закона за защита от дискриминация. София: изд. „Сиби“. ISBN 9879547306073

### Статии
- Илиева, М. (2011). Полицейското насилие в България през погледа на Европейския съд по правата на човека – безправие и безнаказаност. Сп. Адвокатски преглед, Брой 5-6.
- Илиева, М. (2013). Еволюцията на структурното поправяне на нарушения по Европейската конвенция за правата на човека и основните свободи (делото Волков срещу Украйна). Сп. Адвокатски преглед, Брой 2.